# Kras Stadion
Il Kras Stadion è uno stadio di calcio, che viene utilizzato principalmente per le partite dell'FC Volendam. 
Lo stadio è stato costruito nel 1975. È costituito da quattro tribune separate, vale a dire il Duin, la Jaap Jonk e la Pe Mühren, che hanno totalmente una capienza di 8.500 spettatori.